# 김제 부거리 옹기가마
김제 부거리 옹기가마는 대한민국 전북특별자치도 김제시 백산면에 있는 조선시대의 옹기가마이다. 2008년 8월 27일 대한민국의 국가등록문화재 제403호로 지정되었다.

## 지정 사유
부창 마을은 천주교 박해를 피해 이주해 온 신자들이 만든 마을이다. 200여년 전까지만 해도 이곳에는 옹기가마가 6개가 있었으나 모두 소실되고 이 옹기가마와 작업장만이 유일하게 남아 있다. 직접 장작을 피워 사용하는 전통 방식의 가마로, 구릉지의 경사면을 이용하여 가마가 놓일 자리를 마련하고 전통적인 수제 흙벽돌을 쌓아 가마를 구축하였다. 측면 구멍을 통하여 불을 땔 수 있어 가마 전체 온도를 일정하게 유지할 수 있으며 긴 형태의 가마임에도 균일하게 굽기가 가능하다.

## 참고 자료
- 김제 부거리 옹기가마 - 국가유산청 국가유산포털